# کریمپنروارد
کریمپنروارد (به هلندی: Krimpenerwaard) یک شهرستان در هلند است که در هلند جنوبی واقع شده‌است.